# Deliverance (альбом Opeth)
Deliverance (с англ. — «Избавление») — шестой студийный альбом шведской прогрессивной метал-группы Opeth, выпущенный 12 ноября 2002 года лейблами Koch Records и Music for Nations. Он был записан в период с 22 июля по 4 сентября 2002 года, одновременно с Damnation, который был выпущен через пять месяцев после этого альбома. Эти два альбома резко контрастируют друг с другом, намеренно разделяя два наиболее распространённых стиля группы, поскольку Deliverance считается одним из самых тяжёлых альбомов группы, в нём более тяжёлое и брутальное звучание, вдохновлённое дэт-металом, в то время как Damnation экспериментирует с гораздо более мягким звучанием под влиянием прогрессивного рока.

## Предыстория
Opeth вернулись в Швецию после гастролей в поддержку Blackwater Park и начали писать материал для следующего альбома. Поначалу у Окерфельдта были проблемы с сочинением нового материала: «Я хотел написать что-то более тяжёлое, что мы когда-либо делали, но у меня были все эти великолепные сочные партии и аранжировки, которые я не хотел тратить впустую». Юнас Ренксе из метал-группы Katatonia, давний друг Окерфельдта, предложил написать музыку для двух отдельных альбомов — одного тяжёлого и одного мягкого.
Воодушевлённый такой перспективой, Окерфельдт согласился, не посоветовавшись с коллегами по группе или звукозаписывающим лейблом. В то время как его коллегам по группе понравилась идея записать два отдельных альбома, Окерфельдту пришлось убеждать лейбл: «Мне пришлось немного солгать… можно сказать, что мы могли бы сделать эту запись очень скоро, и стоить она будет не дороже обычного сингла». Но звукозаписывающая компания в конце концов отказалась от этого и выпустила их отдельно, с интервалом примерно в пять месяцев, чтобы должным образом их раскрутить.

## Производство и запись
Написав бо́льшую часть материала, группа отрепетировала всего один раз, прежде чем отправиться в Nacksving Studios в 2002 году, и снова с продюсером Стивеном Уилсоном в Studio Fredman. Находясь под давлением необходимости завершить работу над обоими альбомами одновременно, Окерфельдт сказал, что процесс записи был «самым тяжёлым испытанием в нашей истории». Сессии звукозаписи также вылились в написание материала для двух альбомов, что привело к тому, что записи были длинными, поскольку до этого момента не было написано ни одной песни. Окерфельдт писал песни ночью и записывал их с группой в течение дня. После записи основных треков группа перенесла производство в Англию, чтобы впервые свести тяжёлый альбом Deliverance с Энди Снипом в студии Backstage: «Deliverance был записан настолько плохо, без какой-либо организации», — утверждал Окерфельдт, — что Снипу «приписывают роль „спасителя“ в рукаве, поскольку он, несомненно, сохранил большую часть записи».
Запись Deliverance и Damnation была полна неприятностей. Первоначально группа приступила к записи альбома в студии Nacksving, но процесс записи был затруднён не только из-за различных технических проблем, начиная от поломки оборудования и заканчивая сменой расположения или исчезновением ударных микрофонов, но и из-за внутренних проблем группы. В конце концов, группа вернулась в студию Fredman (где к ним присоединился продюсер Стивен Уилсон), чтобы закончить запись.
Во время записи альбома бабушка Микаэля Окерфельдта погибла в автомобильной катастрофе. Позже он посвятит ей Deliverance и Damnation.
Трек «Master’s Apprentices» был назван в честь австралийской хард-прогрессивной рок-группы The Masters Apprentices. «For Absent Friends» был назван в честь песни из альбома Nursery Cryme прогрессивной рок-группы Genesis.
В конце «By the Pain I See in Others» финальная нота медленно затихает и заканчивается в 10:40. До 12:00 следует тишина, за которой в 12:00 и 13:15 прозвучат два куплета из «Master’s Apprentices», замаскированные (скрытые треки).

## Выпуск и коммерческий успех
Deliverance был выпущен 4 ноября 2002 года и дебютировал на 19-м месте в американском чарте Top Independent Albums, что стало первым появлением группы в американском чарте. Deliverance достиг 16-й строчки в чарте Top Heatseekers и 19-й строчки в чарте Top Independent Albums, что сделало его первым релизом Opeth, попавшим в чарты.
После выхода альбома Opeth также получили премию «Грэммис» за «лучшее хард-рок исполнение».

## Отзывы критиков
| Оценки критиков     | Оценки критиков |
| Источник            | Оценка          |
| ------------------- | --------------- |
| AllMusic            | [ 12 ]          |
| Brave Words         | 8.5/10          |
| Chronicles of Chaos | 10/10           |
| Rolling Stone       | (благоприятный) |
| Pitchfork Media     | 8.7/10          |
| Sputnikmusic        | [ 18 ]          |

AllMusic заявил: «Deliverance в целом более утончённый, чем любой из его предшественников, он привлекает слушателей захватывающими нюансами и мастерски выполненной динамикой, а не подавляет их своей массой и сложностью».
Альбом попал в несколько списков лучших альбомов 2002 года, в том числе Kerrang!, Metal Hammer и Terrorizer. В 2012 году журнал Loudwire назвал Deliverance третьим лучшим альбомом 2002 года. В марте 2023 года журнал Rolling Stone поставил заглавный трек на пятьдесят второе место в своём списке «100 величайших песен в стиле хэви-метал всех времён».

## Список композиций
Слова и музыка всех песен — Микаэль Окерфельдт.
| №                   | Название                                           | Длительность |
| ------------------- | -------------------------------------------------- | ------------ |
| 1.                  | «Wreath»                                           | 11:11        |
| 2.                  | «Deliverance»                                      | 13:36        |
| 3.                  | «A Fair Judgement»                                 | 10:21        |
| 4.                  | «For Absent Friends» (Инструментальная композиция) | 2:17         |
| 5.                  | «Master's Apprentices»                             | 10:30        |
| 6.                  | «By the Pain I See in Others»                      | 13:50        |
| Общая длительность: | Общая длительность:                                | 61:58        |

- В конце песни «By the Pain I See in Others», после долгой тишины слышно пение Микаэля Окерфельдта. Это прокрученные задом наперед куплеты из «Master’s Apprentices»:
12:00 — Soothing trance, colours fade and disappear, ethereal light showing me what I can do without
13:15 — Fading away and leaving long for sleep, closer now, lead the way into death

## Участники записи
| Opeth - Микаэль Окерфельдт — вокал, гитара - Петер Линдгрен — гитара - Мартин Мендес — бас-гитара - Мартин Лопес — барабаны и перкуссия | Производственный персонал - Стивен Уилсон — бэк-вокал, дополнительные гитары, Меллотрон, фортепиано, клавишные, продюсирование, звукорежиссёр - группа Opeth — продюсирование, инжиниринг - Фредрик Нордстрём — звукорежиссёр - Фредрик Райнедал — звукорежиссёр - Энди Снип — сведение - Трэвис Смит — художественное оформление |

## Позиции в чартах
| Чарт (2003 г.)        | Позиции в чартах |
| --------------------- | ---------------- |
| Польша (ZPAV Top 100) | 60               |